# Güven Yalçın
Ahmed Kutucu (Düsseldorf, 1999. január 18. –) német születésű török válogatott labdarúgó, a török Beşiktaş játékosa.

## Pályafutása

### Klubcsapatokban
A VfL Benrath csapatától került 2006-ban a Bayer Leverkusen akadémiájára. 2018. július 27-én aláírt a török Beşiktaş csapatához, ez volt az első felnőtt szerződése. Augusztus 23-án mutatkozott be a szerb FK Partizan csapata elleni Európa-liga selejtező mérkőzésen. November 11-én megszerezte első gólját a Sivasspor elleni bajnoki találkozón.

### A válogatottban
Németországban született, és korosztályos szinten képviselte a német és a török korosztályos válogatottat. Részt vett a török U19-es válogatott tagjaként a 2018-as U19-es labdarúgó-Európa-bajnokságon. 2019. május 30-án mutatkozott be a felnőttek között a Görögország elleni barátságos mérkőzésen Cenk Tosun cseréjeként.

## Statisztika

### Klub
2020. február 28-i állapotnak megfelelően.
| Klub     | Szezon   | Bajnokság | Bajnokság | Bajnokság | Kupa  | Kupa  | Nemzetközi | Nemzetközi | Összesen | Összesen |
| Klub     | Szezon   | Osztály   | Mérk.     | Gólok     | Mérk. | Gólok | Mérk.      | Gólok      | Mérk.    | Gólok    |
| -------- | -------- | --------- | --------- | --------- | ----- | ----- | ---------- | ---------- | -------- | -------- |
| Beşiktaş | 2018–19  | Süper Lig | 22        | 8         | 0     | 0     | 1          | 0          | 23       | 8        |
| Beşiktaş | 2019-20  | Süper Lig | 13        | 2         | 3     | 0     | 6          | 0          | 22       | 2        |
| Összesen | Összesen | Összesen  | 35        | 10        | 3     | 0     | 7          | 0          | 45       | 10       |

### Válogatott
2019. szeptember 7-i állapotnak megfelelően.
| Törökország | Törökország | Törökország |
| Év          | Mérk.       | Gólok       |
| ----------- | ----------- | ----------- |
| 2019        | 3           | 0           |
| Összesen    | 3           | 0           |

## Külső hivatkozások
- Güven Yalçın adatlapja a Kicker oldalán (németül)
- Güven Yalçın adatlapja a Transfermarkt oldalán (angolul)
- Güven Yalçın az UEFA adatbázisában (angolul)
- Güven Yalçın adatlapja a Soccerway oldalon (angolul)